# Alicia Vikander
Alicia Vikander (født 3. oktober 1988) er en svensk skuespiller, blandt andet kendt for sin rolle som Caroline Mathilde i En kongelig affære. Vikander har vundet en Oscar for bedste kvindelige birolle i Den danske pige (2016).

## Udvalgt filmografi

### Film
| År   | Titel                   | Rolle                      | Noter |
| ---- | ----------------------- | -------------------------- | ----- |
| 2009 | Till det som är vackert | Katarina                   |       |
| 2011 | Kronjuvelerna           | Fragancia Fernandez        |       |
| 2012 | Anna Karenina           | 'Kitty'                    |       |
| 2012 | En kongelig affære      | dronning Caroline Mathilde |       |
| 2013 | Hotell                  | Erika                      |       |
| 2013 | The Fifth Estate        | Anke Domscheit-Berg        |       |
| 2014 | Testament of Youth      | Vera Brittain              |       |
| 2014 | Seventh Son             | Alice                      |       |
| 2015 | Ex Machina              | Ava                        |       |
| 2015 | Spionen fra U.N.C.L.E.  | Gaby Teller                |       |
| 2016 | Den danske pige         | Gerda Wegener              |       |
| 2016 | Lyset i havet           | Isabel Graysmark           |       |
| 2016 | Jason Bourne            | Heather Lee                |       |
| 2018 | Tomb Raider             | Lara Croft                 |       |

### Tv-serier
| År      | Titel        | Rolle                    | Noter   |
| ------- | ------------ | ------------------------ | ------- |
| 2007-08 | Andra Avenyn | Josefin Björn-Tegebrandt | 1 sæson |